# Alain Van der Biest
Alain Van der Biest (ur. 4 maja 1943 w Grâce-Berleur, zm. 17 marca 2002 w Grâce-Hollogne) – belgijski i waloński polityk, filolog oraz samorządowiec, działacz Partii Socjalistycznej, parlamentarzysta, minister w rządzie federalnym i regionalnym.

## Życiorys
Z wykształcenia filolog romański, absolwent Uniwersytetu w Liège z 1965. Rok później został absolwentem Uniwersytetu w Perugii. Pracował jako nauczyciel języka francuskiego i włoskiego w szkołach w Liège oraz Seraing, a w pierwszej połowie lat 70. jako asystent na Uniwersytecie w Liège. Zajmował się również dziennikarstwem i publicystyką. Autor publikacji książkowych, m.in. La Saison des pluies (1981), Les Genêts de Seraing (1984), Un Sioux socialiste (1984), Les carnets d’un bouc-émissaire (1993) czy La nuit. La vie (1997).
Zaangażował się w działalność polityczną w ramach Belgijskiej Partii Socjalistycznej (PSB), a po jej ostatecznym podziale został członkiem francuskojęzycznej Partii Socjalistycznej (PS). W latach 1975–1977 był sekretarzem krajowym PSB. Od 1977 do 1994 zasiadał w radzie miejscowości Grâce-Hollogne, pełniąc jednocześnie funkcję burmistrza. Między 1977 a 1995 sprawował mandat deputowanego do federalnej Izby Reprezentantów. W latach 1983–1987 kierował frakcją poselską PS. Działał również na poziomie regionalnym, w tym jako członek rady regionalnej Walonii (1980–1995).
Od maja 1988 do maja 1990 sprawował urząd ministra do spraw emerytur w federalnym rządzie Wilfrieda Martensa. Następnie do stycznia 1992 był ministrem w rządzie Regionu Walońskiego, gdzie odpowiadał za władze lokalne, dotacje i gospodarkę wodną.
W trakcie ostatniej kadencji w parlamencie federalnym doszło do uchylenia jego immunitetu. Wiązało się to ze śledztwem w sprawie zabójstwa w lipcu 1991 lidera socjalistów André Coolsa, które ujawniło korupcję w partii. Alain Van der Biest stał się jednym z podejrzanym o zlecenie zabójstwa. W 1996 został po raz pierwszy tymczasowo aresztowany, zwolniono go po kilku miesiącach z braku dostatecznych dowodów. Ponownie został na krótko tymczasowo aresztowany pod koniec 2001. Alain Van der Biest, który nie przyznawał się do winy, nie doczekał się decyzji, czy zostanie ostatecznie objęty postępowaniem w tej sprawie – w marcu 2002 zmarł śmiercią samobójczą.